# Шаматха
Шаматха (пали samatha или санскр. शमथ, IAST: śamatha, или тиб. ཞི་གནས, Вайли: Шинэ, буквально — умиротворение, душевное спокойствие) — тип медитации в буддизме, ставящий целью достижение ментального покоя, а также собственно состояние ясности сознания. В тибетском буддизме обычно объединяется в единую систему с випассаной (випашьяной), и составляет систему медитации шаматха-випашьяна. Шаматха является частью комплекса медитативных практик, называемого в буддизме термином «самадхи». Практика шаматхи представляет собой тренировку ума в однонаправленном сосредоточении на объекте, подготовку ума для практики випашьяны. Випашьяна приносит особую мудрость (праджня) — понимание истинной природы вещей и дхарм, а также природы собственного ума.
Шаматха — санскритское слово, которое означает «умиротворенное пребывание». Под «пребыванием» подразумевается сколь угодно долгое пребывание ума на одном объекте. Во время концентрации на объекте ум достигает умиротворенного состояния. Шаматха — это медитация однонаправленного сосредоточения, развивающая стабильность, ясность и безмятежность ума.
Состояние глубинного внутреннего покоя (самадхи) достигается в результате обретения свободы от аффектов, желаний, злонамеренности и др. омрачений, и установки на достижение освобождения сознания от какого-либо содержания, приходящего извне. Практика шаматхи в чистом виде включает четыре дхьяны и четыре самапатти.

## Объекты сосредоточения
Объектом сосредоточения может быть какой-либо один предмет или мысль. В идеале, объектом концентрации является само сознание. Буддийский философ и комментатор текстов Буддхагхоша (V век) в своем трактате «Висуддхимагга» перечислил десять видов памятования (пали: anussati, санскр.: anusmṛti) для практики на начальных этапах пути созерцания:
«I. Памятование о Будде [санскр.: buddhānusmṛti].
II. Памятование о Дхарме.
III. Памятование о Сангхе.
IV. Памятование о шила (правилах поведения монаха).
V. Памятование о щедрости.
VI. Памятование о божествах.
VII. Памятование о смерти.
VIII. Памятование о собственном теле и о тридцати двух частях, из которых оно состоит.
IX. Памятование о дыхании [пали: ānāpānasati].

X. Памятование о мире.»
В «Висуддхимагге» называются еще тридцать объектов для медитации. Среди них — десять касин (объектов созерцания): «земля, вода, огонь, воздух; цвета: синий, желтый, красный, белый, а также свет и неограниченное пространство». Кроме этого, данный нормативный список содержит «четыре состояния брахмана» (брахма-вихары) и четыре безо́бразных состояния (дхьяны, самапатти, о них пойдет речь ниже).
В махаяне на основе памятования о Будде разработаны методы визуализации образов будд и сосредоточения на образе. Включение в список памятования о божествах послужило основой для введения в буддизм культа божеств.
Также, в практике шаматхи культивируются четыре благих внутренних состояния (брахма-вихара): 1) доброжелательность ко всем живым существам (майтри), 2) сострадание (каруна), 3) сорадование (мудита), 4) умиротворенность (упекша). Эти четыре состояния ума называются «четырьмя безграничными вещами», их практика сопровождает медитативные упражнения. Они рассматриваются как «противоядия» против, соответственно: 1) агрессивности, 2) жестокости и сентиментальной жалостливости, 3) зависти, 4) равнодушия и апатии.
Среди сорока предметов медитации рекомендуются всем без исключения только два: майтри (доброжелательность, дружелюбие) и памятование о смерти. Остальные предназначены для разных типов характера и темперамента. Умиротворенность достигается обычно на третьем или четвертом уровне созерцания (дхьяны) после сосредоточения на качестве доброжелательности.

## Дхьяны. Девять стадий развития шаматхи
Санскритское слово «дхьяна» (dhyāna, пали: djhāna) означает «размышление», «созерцание», «медитация», «сосредоточение». В буддизме понятие «дхьяна» употребляется в двух смыслах: в широком — как синоним всей практики сосредоточения и успокоения сознания, в узком — как обозначение восьми (или девяти) последовательных стадий «собирания рассеянной мысли», «обращения мысли на себя». Цель дхьяны — остановка потока внутренних состояний, преодоление дуализма наблюдающего и наблюдаемого.
Будда практиковал йогические упражнения, известные в его время. Можно с уверенностью утверждать, что седьмой и восьмой дхьяне Сиддхартха Гаутама научился у своих учителей — аскетов Арады Каламы и Уддаки Рамапутты. Однако, по словам Будды, это не привело его к нирване. Позже он самостоятельно достиг девятой ступени медитации, и обучал ей своих последователей. Согласно палийским источникам, первую дхьяну Сиддхартха в детстве открыл сам.
Ступени дхьяны были последовательно пройдены Буддой Шакьямуни при его «пробуждении» (бодхи) и при достижении паринирваны. Ступени дхьяны делятся на две группы: четыре «образные» (рупа) и четыре/пять «безо́бразные» (арупа). Первые четыре дхьяны являются когнитивными состояниями. Последние пять дхьян обозначаются термином самапатти («поглощение»), они являются опытом некогнитивных или транскогнитивных состояний в нематериальной сфере.
1. Первая дхьяна — адепт сосредотачивается на объекте, отмечает его появление в сознании (витарка) и его саморазворачивание (вихара). Происходит отделение от препятствий, мешающих концентрации: чувственных желаний, злых намерений, суетности, апатии, сомнений. Первая дхьяна сопровождается восторгом (пити) и радостью (сукха).
2. Вторая дхьяна — углубление концентрации (самадхи) сознания, непривязанность к рассудочным моделям мышления, отсутствие витарки и вихары (объект присутствует в сознании стабильно и без усилий). Это сопровождается восторгом и радостью.
3. Третья дхьяна — пребывание в сосредоточении (самадхи). При этом, восторг «выцветает» до радости.
4. Четвертая дхьяна — «законченное совершенство умиротворения и осознавания» (пали: упеккха-сати-парисуддхи). Отрешенность и отчужденность от сансарного опыта, которые поднимают адепта как над страданием, так и над удовольствием. В данном состоянии ясность и различающая способность сознания (випашьяна) достигают своего пика. Это позволяет осознать на опыте Первую благородную истину, обрести освобождающее знание (праджня), а также практиковать контролируемое умирание. В четвертой дхьяне Будда достиг паринирваны.
5. Стадия бесконечного пространства.
6. Стадия бесконечности восприятия.
7. Стадия ничто.
8. Стадия не-восприятия и не не-восприятия.
9. Прекращение различающего сознания и ощущений (самджня-ведана-ниродха), состояние прекращения (ниродха-самапатти) волнений дхармо-частиц.[12][13][14]

## Этимология
Тибетское «Ши» (ཞི) или «шема» имеет значение «умиротворение», «замедление», «отдых», «расслабление».
Тибетское «нэ» (གནས) или санскритское «тха» означает «удержание», «соблюдение»